# Самотовінське сільське поселення
Самото́вінське сільське поселення (рос. Самотовинское сельское поселение) — сільське поселення у складі Великоустюзького району Вологодської області Росії.
Адміністративний центр — селище Новатор.

## Населення
Населення сільського поселення становить 3047 осіб (2019; 3254 у 2010, 3496 у 2002).

## Історія
Самотовінська сільська рада була утворена 1924 року. Станом на 1999 рік до сільради входило 15 населених пунктів. 2001 року ліквідовано присілок Корчагіно. 2002 року до складу сільради була приєднана частина території ліквідованої Лужензької сільської ради, присілки правого берега річки Сухони, — Велика Слобода, Власово, Красавино, Кулатіно, Климово, Лобаново, Мала Слобода, Прислон, Савино, Степаниця, Фалалеєво та ліквідований 2001 року присілок Лучкино.
Станом на 2002 рік до складу Самотовінської сільради входили селище Новатор, присілки Буньково, Валга, Велика Слобода, Власово, Горка-Манагорська, Жереб'ятьєво, Климово, Красавино, Кулатіно, Леоново, Лобаново, Мала Слобода, Матреніха, Меденіцино, Онбово, Опаліпсово, Підсосеньє, Поповкіно, Прислон, Савино, Степаниця, Фалалеєво, Чернятіно, Шиленга. 2006 року сільрада була перетворена у сільське поселення.
2020 року ліквідовано присілок Мала Слобода.

## Склад
До складу сільського поселення входять:
| Населений пункт             | Населення, осіб (2002) | Населення, осіб (2010) |
| --------------------------- | ---------------------- | ---------------------- |
| Буньково, присілок          | 0                      | 0                      |
| Валга, присілок             | 193                    | 210                    |
| Велика Слобода, присілок    | 4                      | 1                      |
| Власово, присілок           | 5                      | 2                      |
| Горка-Манагорська, присілок | 7                      | 4                      |
| Жереб'ятьєво, присілок      | 56                     | 71                     |
| Климово, присілок           | 3                      | 5                      |
| Красавино, присілок         | 49                     | 39                     |
| Кулатіно, присілок          | 0                      | 0                      |
| Леоново, присілок           | 2                      | 0                      |
| Лобаново, присілок          | 0                      | 0                      |
| Мала Слобода, присілок      | 0                      | 0                      |
| Матреніха, присілок         | 0                      | 0                      |
| Меденіцино, присілок        | 28                     | 48                     |
| Новатор, селище             | 2767                   | 2531                   |
| Онбово, присілок            | 30                     | 27                     |
| Опаліпсово, присілок        | 52                     | 48                     |
| Підсосеньє, присілок        | 249                    | 217                    |
| Поповкіно, присілок         | 45                     | 48                     |
| Прислон, присілок           | 0                      | 0                      |
| Савино, присілок            | 0                      | 0                      |
| Степаниця, присілок         | 0                      | 0                      |
| Фалалеєво, присілок         | 1                      | 0                      |
| Чернятіно, присілок         | 1                      | 0                      |
| Шиленга, присілок           | 4                      | 3                      |